# Золотоноша
Золотоноша (укр. Золотоноша) град је Украјини у Черкашкој области. Према процени из 2012. у граду је живело 28.454 становника.

## Становништво
Према процени, у граду је 2012. живело 28.454 становника.
| 1979.  | 1989.  | 2001.  | 2012.  |
| ------ | ------ | ------ | ------ |
| 28.579 | 30.715 | 28.793 | 28.454 |